# Leslie Zemeckis

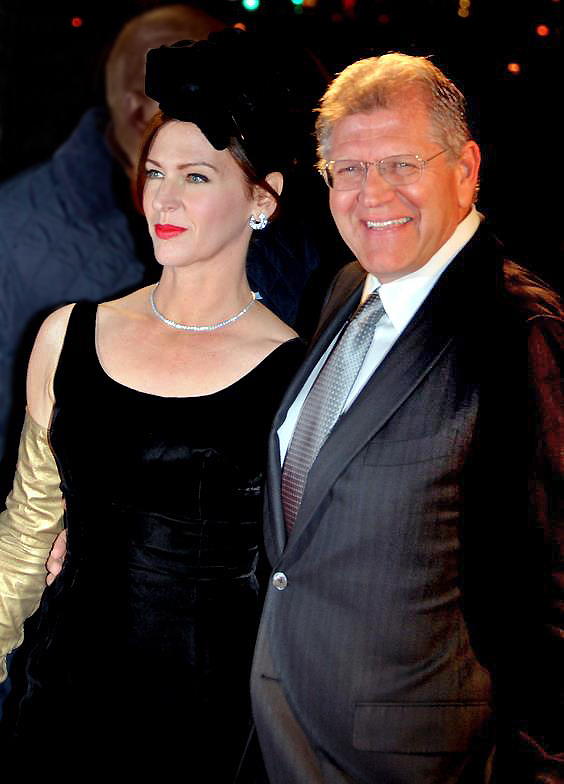
Leslie Zemeckis aux côtés de Robert Zemeckis en 2013.

Leslie Zemeckis, née Leslie Elizabeth Harter le 5 février 1969, est une actrice, productrice, scénariste et réalisatrice-documentariste américaine.

## Biographie
En 2001, elle a épousé le réalisateur Robert Zemeckis, avec qui elle a eu deux enfants. Elle a joué dans plusieurs films de son mari : Le Pôle express (2004), La Légende de Beowulf (2007), Le Drôle de Noël de Scrooge (2009) et Bienvenue à Marwen (2018).
Outre sa carrière d'actrice, elle a notamment réalisé trois documentaires : Behind the Burly Q (2010) sur le burlesque, Bound by Flesh (2012) sur les sœurs siamoises Daisy et Violet Hilton, et Mabel, Mabel, Tiger Trainer (2017) sur la dompteuse Mabel Stark.

## Filmographie

### Actrice
- 1992 : Silk Stalkings (série télévisée) : Cynthia Ashmore
- 1993 : Jailbait : la petite amie de Roman
- 1993 : Beverly Hills, 90210 (série télévisée) : Party Girl
- 1993 : Ground Zero Texas (jeu vidéo) : DiSalvo
- 1996 : Encounters : Diane
- 1996 : Damien's Seed : Jane Janzen
- 1997 : Women: Stories of Passion (en) (série télévisée) : Emily
- 1998 : Sex Files: Restless Souls : Heather
- 1998 : Intimate Sessions (série télévisée)
- 1998 : Confessions of a Call Girl : Reese
- 1998 : Beverly Hills Bordello (série télévisée) : Melissa / Amanda
- 1998 : I Married a Monster (téléfilm) : la demoiselle d'honneur #2
- 1998 : The Sexperiment : Audrey / Marcie
- 1998 : Sex Files: Pleasure World : Sara
- 1998 : Life of a Gigolo : Rhonda
- 1999 : Caroline in the City (série télévisée) : Kelly
- 1999 : Deterrence : Sylvia Charles
- 1999 : Dark Nova : Nova
- 2000 : Blowback : Sandra Carlow
- 2000 : Sacrifice (téléfilm) : officier Mercedes Calderon
- 2000 : Spiders : Emma
- 2004 : Le Pôle express (The Polar Express) : la sœur de Sarah / la mère
- 2005 : Enfants terribles : Finnie
- 2007 : La Légende de Beowulf (Beowulf) : Yrsa
- 2008 : Prego (court métrage) : Lisa
- 2009 : Le Drôle de Noël de Scrooge (A Christmas Carol) : la femme de Fred
- 20?? : From Zero to I Love You : Pamela Finley-Logsdon
- 2018 : Bienvenue à Marwen (Welcome to Marwen) de Robert Zemeckis : Suzette
- 2024 : Here de Robert Zemeckis : Elizabeth Franklin

### Productrice
- 2005 : Enfants terribles
- 2007 : Staar: She'd Rather Be a Mistress
- 2010 : Behind the Burly Q (documentaire)
- 2012 : Bound by Flesh (documentaire)
- 2017 : Mabel, Mabel, Tiger Trainer (documentaire)

### Scénariste
- 2007 : Staar: She'd Rather Be a Mistress
- 2010 : Behind the Burly Q (documentaire)
- 2012 : Bound by Flesh (documentaire)
- 2017 : Mabel, Mabel, Tiger Trainer (documentaire)

### Réalisatrice
- 2010 : Behind the Burly Q (documentaire)
- 2012 : Bound by Flesh (documentaire)
- 2017 : Mabel, Mabel, Tiger Trainer (documentaire)